# Giuseppe Puliè
Giuseppe Puliè (Auronzo di Cadore, 26 dicembre 1964) è un ex fondista italiano.

## Biografia
Originario di Santo Stefano di Cadore e specialista della tecnica classica in Coppa del Mondo ottenne il primo risultato di rilievo il 27 marzo 1988 nella 50 km a tecnica classica di Rovaniemi (15°), che sarebbe rimasta la sua miglior prestazione nella competizione.
In carriera prese parte a un'edizione dei Giochi olimpici invernali, Albertville 1992 (16° nella 30 km, 2° nella staffetta) e a due dei Campionati mondiali (14° nella 10 km di Val di Fiemme 1991 il miglior risultato).
Ad Albertville gareggiò in prima frazione, sostituendo l'infortunato Maurilio De Zolt, e con Marco Albarello, Giorgio Vanzetta e Silvio Fauner totalizzò il tempo di 1:40:52,7; meglio di loro la staffetta norvegese con 1:39:26,0.
Lasciò la nazionale nel 1994 e si ritirò definitivamente nel 1996.

## Palmarès

### Olimpiadi
- 1 medaglia:
  - 1 argento (staffetta[3] ad Albertville 1992)

### Coppa del Mondo
- Miglior piazzamento in classifica generale: 46º nel 1993

### Campionati italiani
- 7 medaglie[1]:
  - 5 ori (in staffetta)
  - 2 bronzi (30 km TC nel 1990; 10 km TC nel 1993)